# دعهم يأكلون الكعك

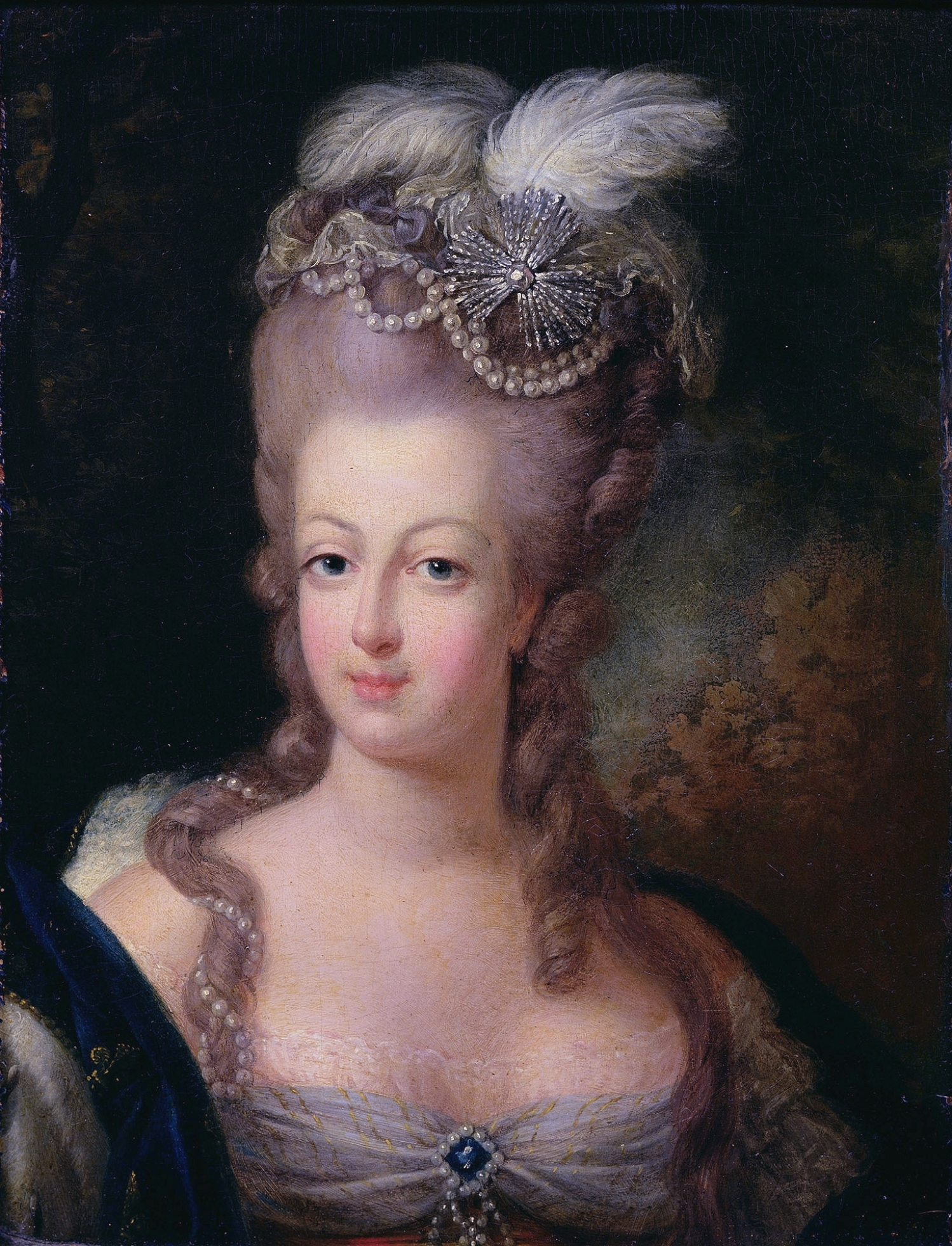
تُنسب العبارة عادةً إلى ماري أنطوانيت.

«دعهم يأكلون الكعك» هي الترجمة التقليدية للعبارة الفرنسية " Qu'ils mangent de la brioche "،  يُقال أنها قالتها في القرن السابع عشر أو الثامن عشر من قبل«أميرة عظيمة» عندما علمت أن الفلاحين ليس لديهم خبز. تتم ترجمة هذه العبارة بشكل أكثر دقة على أنها «دعهم يأكلو البريوش»، حيث لا تحتوي العبارة الفرنسية الأصلية على أي ذكر للكعك. كان خبز البريوش المخصب بالزبدة والبيض يعتبر آنذاك طعامًا فاخرًا. وبالتالي فإن الاقتباس في السياق سيعكس إما تجاهل الأميرة للفلاحين أو فهمها السيء لوضعهم إن لم يكن كلاهما.
في حين أن العبارة تُنسب عادةً إلى الملكة ماري أنطوانيت، ألا ان لا يوجد سجل موثوق بها لقولها.

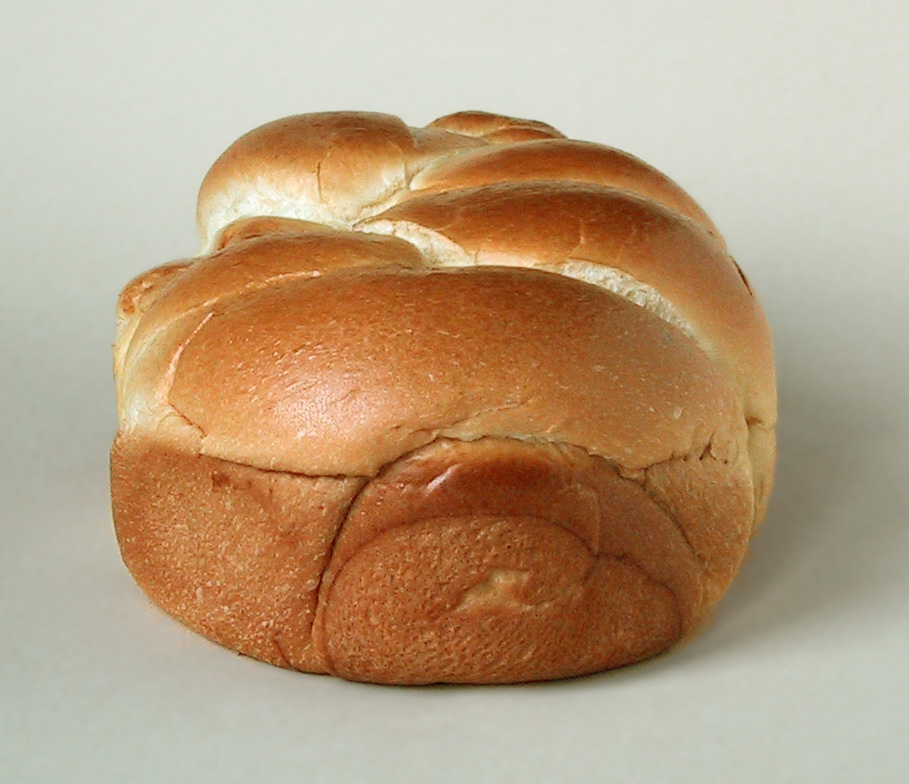
بريوش

## النسب
نُسبت العبارة لأول مرة إلى ماري أنطوانيت في عام 1789، من المفترض أنه تم نطقها خلال إحدى المجاعات التي حدثت في فرنسا في عهد زوجها، لويس السادس عشر.
على الرغم من أن المعادين للملكية لم يذكروا حكاية خلال الثورة الفرنسية، إلا أنها اكتسبت أهمية رمزية كبيرة في الحسابات التاريخية اللاحقة عندما استخدم المعلقون المؤيدون للثورة العبارة لازدراء الطبقات العليا من حكم أترافي على أنها غافلة وأنانية. كما يلاحظ أحد كتاب السيرة الذاتية للملكة، فقد كانت عبارة مفيدة بشكل خاص للاستشهاد بها لأن «الطعام الأساسي للفلاحين الفرنسيين والطبقة العاملة كان الخبز، يستحوذ 50 في المائة من دخلهم، مقابل 5 في المائة على الدعم؛ الموضوع بأكمله الذي يتعلق عن الخبز أنتج الأهتمام بالمصلحة الوطنية».
تظهر العبارة في الكتاب السادس من اعترافات جان جاك روسو، سيرته الذاتية (التي كُتبت كتبه الستة الأولى عام 1765، عندما كانت ماري أنطوانيت تسع سنوات، ونشرت عام 1782). يروي روسو في كتابه حدث حيث كان يبحث فيها عن الخبز ليرافقه مع بعض النبيذ الذي سرقه. كان يشعر بأناقة شديدة في ارتداء ملابس خباز عادي، وتذكر كلمات «أميرة عظيمة»
لم يسم روسو اسم «الأميرة العظيمة» وربما يكون قد اخترع الحكاية، لأن الاعترافات لا تعتبر واقعية بالكامل.
نُسبت هذه العبارة إلى ماري أنطوانيت بواسطة ألفونس كار في ليس جويبس في مارس 1843. اعتراضات على أسطورة ماري أنطوانيت ومركز التعليق على الحجج المتعلقة بشخصية الملكة، والأدلة الداخلية من أفراد العائلة المالكة الفرنسية وتاريخ أصل القول. للذكاء، كتب كاتب سيرة الملكة باللغة الإنجليزية في عام 2002:
[دعهم يأكلون البريوش] قيلت قبل 100 سنة قبلها من قبل ماري تيري، زوجة لويس الرابع عشر، كانت تصريحات قاسية وجاهلة ولم تكن من ماري أنطوانيت
هذا ما قالته أنطونيا فرازير، 2002

## عبارات مماثلة
يقول كتاب جين ، وهو رواية تعود إلى القرن السابع لأسرة جين الصينية، أنه عندما قيل للإمبراطور هوي (259-307) من جين الغربية أن شعبه يتضورون جوعًا لأنه لا يوجد أرز، قال: «لماذا لا يأكلون اللحوم (المطحونة) ؟» يظهر عدم كفاءته.